# Chu Thiệu
Chu Thiệu (tiếng Trung: 周邵; bính âm: Zhou Shao; ? – 230), là tướng lĩnh Đông Ngô thời Tam Quốc trong lịch sử Trung Quốc.

## Cuộc đời
Chu Thiệu quê ở huyện Hạ Thái, quận Cửu Giang, Dương Châu, là con trai trưởng của mãnh tướng Đông Ngô Chu Thái.
Năm 222, Chu Thái chết, Chu Thiệu kế thừa tước Lăng Dương hầu, bắt đầu cầm quân, giữ chức Kỵ đô úy. Năm 223, Tào Phi phát động ba lộ đánh Ngô, sai Tào Nhân tấn công Nhu Tu. Chu Thiệu theo Chu Hoàn đánh bại quân Ngụy, lập được công lao.
Năm 228, thái thú Bà Dương Chu Phường cắt tóc trá hàng, lừa Đại tư mã Tào Hưu của Ngụy dẫn quân tới Hoàn Khẩu. Tôn Quyền sai Lục Nghị, Chu Hoàn, Toàn Tông đón đánh quân Ngụy ở Thạch Đình, đại thắng trở về. Chu Thiệu cũng tham gia trận này, lập được công lớn, phong Tì tướng quân.
Năm 230, Chu Thiệu chết, không có con. Em trai Chu Thừa kế thừa tước vị.

## Trong văn hóa
Chu Thiệu không xuất hiện trong tiểu thuyết Tam quốc diễn nghĩa của La Quán Trung.